# Zugbeeinflussungssystem S-Bahn Berlin
Das Zugbeeinflussungssystem S-Bahn Berlin (ZBS) ist ein seit 2011 zum Einsatz kommendes, eigenständiges Zugbeeinflussungssystem, das von der DB Netz AG, der S-Bahn Berlin GmbH und Siemens Transportation Systems in Braunschweig entwickelt wurde.
Das ZBS dient der Überwachung des Fahr- und Bremsverhaltens des Triebfahrzeugführers bei Zug- und Rangierfahrten auf Strecken der S-Bahn Berlin. Es handelt sich um ein verdeckt arbeitendes punktförmiges Zugbeeinflussungssystem mit kontinuierlicher Geschwindigkeitsüberwachung. Es wird die bisherigen mechanischen Fahrsperren mit den systembedingt langen Gefahrpunktabständen bzw. Schutzabschnitten ablösen. Das ZBS ist technisch vom ETCS Level 1 abgeleitet, jedoch nicht kompatibel. Wie beispielsweise das Schweizer Euro-Signum/Euro-ZUB nutzt ZBS das im ETCS-Standard für nationale Anwendungen definierte Paket 44, das für ETCS-geführte Fahrzeuge keine Bedeutung hat.
Die Umrüstung bei der S-Bahn Berlin sollte im Teilnetz Stadtbahn bis Ende 2020, im Teilnetz Nord-Süd bis Ende 2023 und im Teilnetz Ring bis Ende 2025 erfolgen. Ende 2018 waren 181 km, Ende 2023 waren bereits 256 km mit ZBS ausgerüstet. Durch mehrjährige Verzögerungen am Nordkreuz verschiebt sich die Fertigstellung auf 2027 oder später.

## Geschichte

### Hintergrund und Vorgeschichte

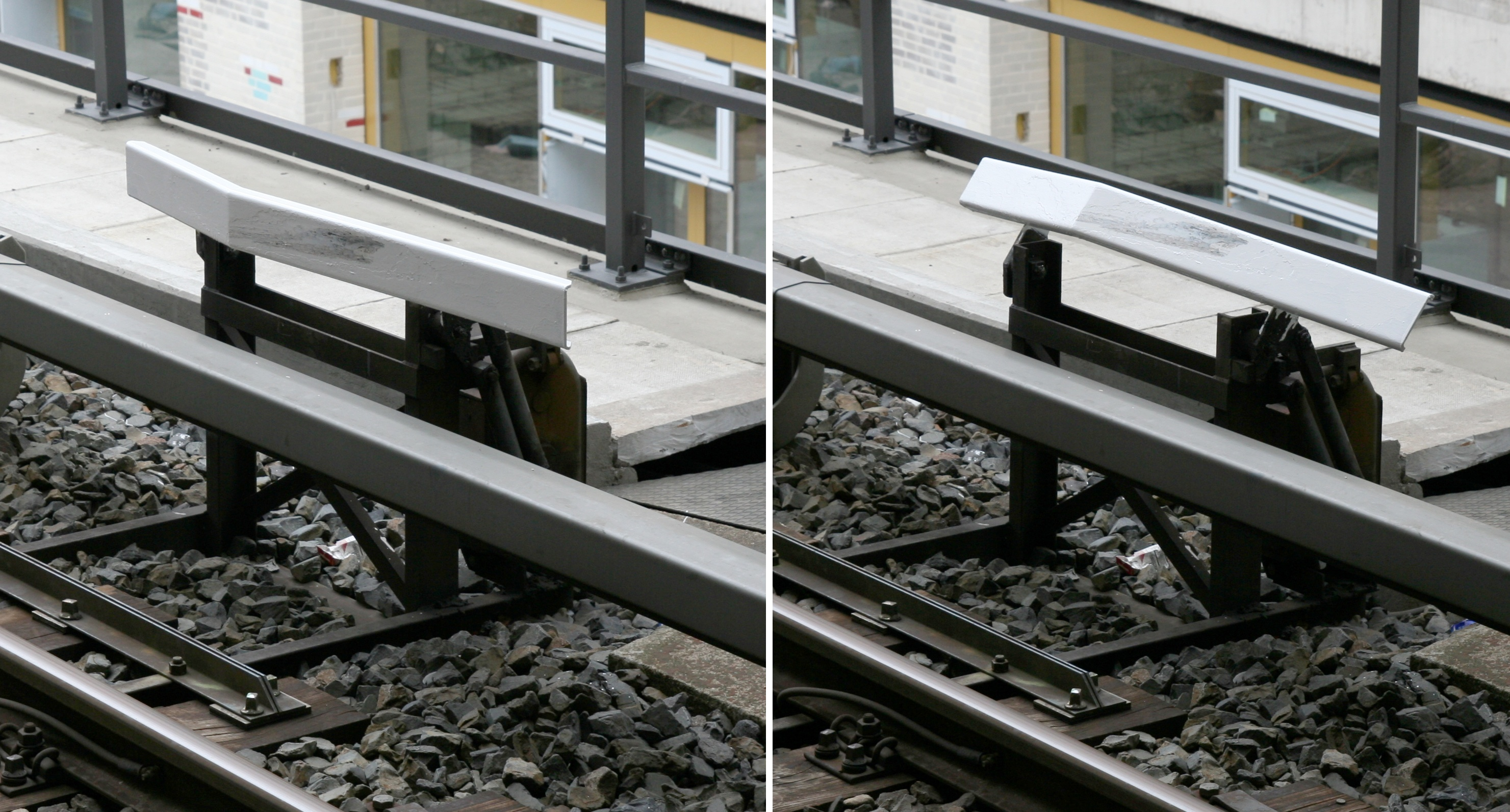
Streckenanschlag der bisherigen Fahrsperre

Die DB Netz AG setzte bei der Berliner S-Bahn bisher ein mechanisches, ebenfalls eigenständiges Zugbeeinflussungssystem mit sogenannten Bernauer Fahrsperren ein, das in den 1920er Jahren entwickelt wurde. Die Streckenanschläge, die an den Standorten der Hauptsignale stehen, sind dabei so weit vor einem Gefahrpunkt (einer Weiche, Zugschluss eines am Bahnsteig stehenden Zuges) positioniert, dass die mechanische Zwangsbremsung bei Überfahren des Haltsignals den Zug noch innerhalb der Schutzstrecke (bzw. Durchrutschweg hinter Bahnsteigsignalen) vom Haltsignal zum Gefahrpunkt sicher zum Stehen bringen kann. Die Sicherheit der Schutzstrecke basiert jedoch auf der Annahme einer Höchstgeschwindigkeit des Zuges an der Fahrsperre, jedoch wird diese im bisherigen System nicht überwacht. Daher kann ein Triebfahrzeugführer beispielsweise durch unterlassenes Bremsen vor einem Bahnsteig fehlerhaft so schnell fahren, dass der bemessene Schutzabschnitt nicht ausreicht, was wiederholt zu Unfällen führte (insbesondere 2001 und 2002).
Das neue elektronische System soll das Sicherheitsniveau erhöhen. Das ZBS bedient sich einiger Elemente des auf europäischer Ebene standardisierten Zugbeeinflussungssystems ETCS Level 1, bei der die ZBS-Balisen technisch Eurobalisen sind, wodurch auch die fahrzeugseitige Technik aus erprobten, bisher für ETCS entwickelten Systemen abgeleitet werden kann. Da die Anforderungen im S-Bahn-Bereich völlig anders sind als bei der Fernbahn mit Mischbetrieb von schnellen Reise- und schweren Güterzügen, wurde auf eine Kompatibilität verzichtet. Da die Deutsche Bahn AG die S-Bahn Berlin als eigenständiges Bahnnetz betreibt, auf dem fast ausschließlich die eigenen Züge verkehren, war dieser Weg möglich.
Seit Mitte der 1990er Jahre – parallel zur Entwicklung des ETCS – wurde der Einsatz dieser Technik im Berliner S-Bahn-System geplant. Erste Versuche zur kontaktlosen Signalbildübertragung mittels Eurobalise führte die Siemens AG im Jahr 1995 auf dem S-Bahnhof Bundesplatz durch. Ein bereits als ZBS bezeichnetes Pilotprojekt folgte ab dem Jahr 2000 zwischen den Bahnhöfen Treptower Park / Köllnische Heide und Hermannstraße. Es wurde auf der InnoTrans 2002 der Öffentlichkeit vorgestellt. Nach einem im August 2007 an Siemens erteilten Auftrag sollen nun 600 Fahrzeuge und 332 km Streckennetz ausgerüstet werden. Die geplanten, von Bund und Bahn getragenen Kosten belaufen sich auf 133 Millionen Euro. Der Auftrag wurde 2007 an Siemens vergeben.
Auf Strecken mit Mischbetrieb sind Streckenausrüstungen für ZBS und PZB vorhanden.

### Umrüstungsphase

#### Planung
Im Jahr 2010 wurde geplant, ZBS schrittweise im Rahmen von 10 Jahren einzuführen, um die bisherige Sicherungstechnik abzulösen. Die Ausrüstung des 332 Kilometer langen S-Bahn-Netzes erfolgt in 20 Etappen. Dazu wird die Balisentechnik bei Neubauten elektronischer Stellwerke (ESTW) sogleich integriert. Strecken mit vorhandenen ESTW müssen umgerüstet werden. Die Gesamtkosten wurden mit 130 Millionen angegeben. Für jede Streckenetappe werden die dort eingesetzten S-Bahn-Züge rechtzeitig mit den erforderlichen Fahrzeuggeräten ausgestattet. Ab 2011 werden dazu 500 Fahrzeuge der Baureihe 481 mit ZBS ausgerüstet, für die Fahrzeugausrüstung sind bis 2015 bisher 29,8 Mio. Euro eingeplant.
Der Untersuchungsausschuss des Berliner Senats wies 2010 auch darauf hin, dass ab 2017 an nahezu sämtlichen Fahrzeugen der Baureihen 480 und 485 wegen der zeitlichen Fälligkeit eine nach § 32 EBO vorgeschriebene Revision durchgeführt werden muss. Durch die Auffahrunfälle 2001 und 2002, bei denen Züge durch überhöhte Geschwindigkeit den Schutzabschnitt bzw. Durchrutschweg überlaufen konnten, wurde erwartet, dass für eine weitere Zulassung der Einbau des ZBS erforderlich sei. Auch wenn für die ersten Fälligkeiten ein Weiterbetrieb der Züge ermöglicht wurde, so galt es als unwahrscheinlich, dass diese Verlängerung mehr als drei Jahre erlaubt wird. Daher sollte ab 2018 und nicht später als 2020 das ZBS eine Zugangsvoraussetzung zum Streckennetz der S-Bahn Berlin sein. Aus wirtschaftlichen Gründen (die genannten Baureihen 480 und 485 müssten zur Revision auch neue Achswellen erhalten) sollte dies nur die Einheiten der Bestandsbaureihe 481 und die neuzubeschaffenden der Baureihe 483/484 betreffen.
In der Erwartung, dass die Umrüstung auf ZBS bis 2014 abgeschlossen werden könne, war die unveränderte Weiternutzung der Fahrsperren zunächst nur bis dahin erlaubt worden. Durch einen Antrag in jenem Jahr wurde dann die Übergangszeit bis 2025 verlängert. Der Zeitraum ergibt sich durch die Verzögerungen bei der Ausschreibung für das „Teilnetz Ring“. Einem möglichen neuen Betreiber wird dort gestattet, die Altbaureihen 480 und 485 (ohne ZBS) bis wenigstens 2023 noch nutzen zu können, bis sie durch eine neue Baureihe (mit ZBS) ersetzt werden.
Entsprechend wurde auch die Planung der Etappen bei den Strecken angepasst. Die fernere Planung (Stand April 2016) umfasst die Ausrüstung bis 2020 im Teilnetz Stadtbahn (bis Spandau, bis Potsdam, bis Wartenberg, bis Ahrensfelde, bis Strausberg, bis Köpenick), die Ausrüstung bis 2023 im Teilnetz Nord-Süd (bis Blankenfelde, bis Wannsee, bis Hennigsdorf, bis Oranienburg, bis Bernau), und die Ausrüstung bis 2025 im Teilnetz Ring (Ringbahn, S21-Spitzkehre, bis Spindlersfeld, bis Schönefeld, bis Königs Wusterhausen). Die Arbeiten im Teilnetz Ring und Südost beginnen dabei zuletzt ab 2017. Für die Gesamtausrüstung des Streckennetzes werden 2000 Datenpunkte erwartet.
Der vorläufige Migrationsplan bis 2025 sah folgende Abschnitte vor: bis 2016 vom Karower Kreuz bis Bernau, von Rummelsburg bis Wuhlheide, bis 2017 von Hauptbahnhof bis Rummelsburg und Nöldnerplatz, auf dem Ring von Wedding bis Jungfernheide, bis 2018 ab Westkreuz bis Spandau, von Attilastraße bis Blankenfelde, Yorckstraße bis Wannsee, Bahnhof Strausberg, bis 2019 von Lichtenberg bis Ahrensfelde und Wartenberg, ab Westkreuz bis Potsdam, 2020 auf der Ostbahn von Biesdorf über Strausberg bis Strausberg Nord, bis 2021 von Gesundbrunnen bis Hennigsdorf und Pankow, bis 2022 ab Pankow bis Bergfelde, bis 2023 ab Bergfelde und Frohnau bis Oranienburg, der restliche Ring einschließlich Köllnische Heide, bis 2024 ab Ring bis Adlershof und Spindlersfeld, bis 2025 ab Adlershof bis Königs Wusterhausen und Flughafen.
Der Einbau der Technik dauert teilweise sehr lange, da er zusammen mit anderen Arbeiten koordiniert werden muss, etwa dem jahrelangen Umbau am Ostkreuz oder der Herstellung einer Mehrgleisigkeit nach Potsdam. Zwischen der Verlegung von ZBS-Balisen und der Erneuerung von Lichtsignalen bis zur Inbetriebnahme können mehrere Monate, teils über ein Jahr liegen. Im Zuge der Probleme bei der Inbetriebnahme auf der östlichen Stadtbahn wurde die Störanfälligkeit untersucht, und sowohl für den Fahrbetrieb wie der Beschaffung von zusätzlichen Messgeräten neue Vorkehrungen getroffen. Im Zuge der Ausrüstung am Biesdorfer Kreuz 2019 wurde bekannt, dass die Personalstärke für den Einbau und die Abnahme der ZBS-Technik grundsätzlich nur einen Einschichtbetrieb erlaubte, womit die Sperrungen zur Inbetriebnahme sich in dem großen Bereich über mehrere Wochen erstreckten.

#### Realisierung

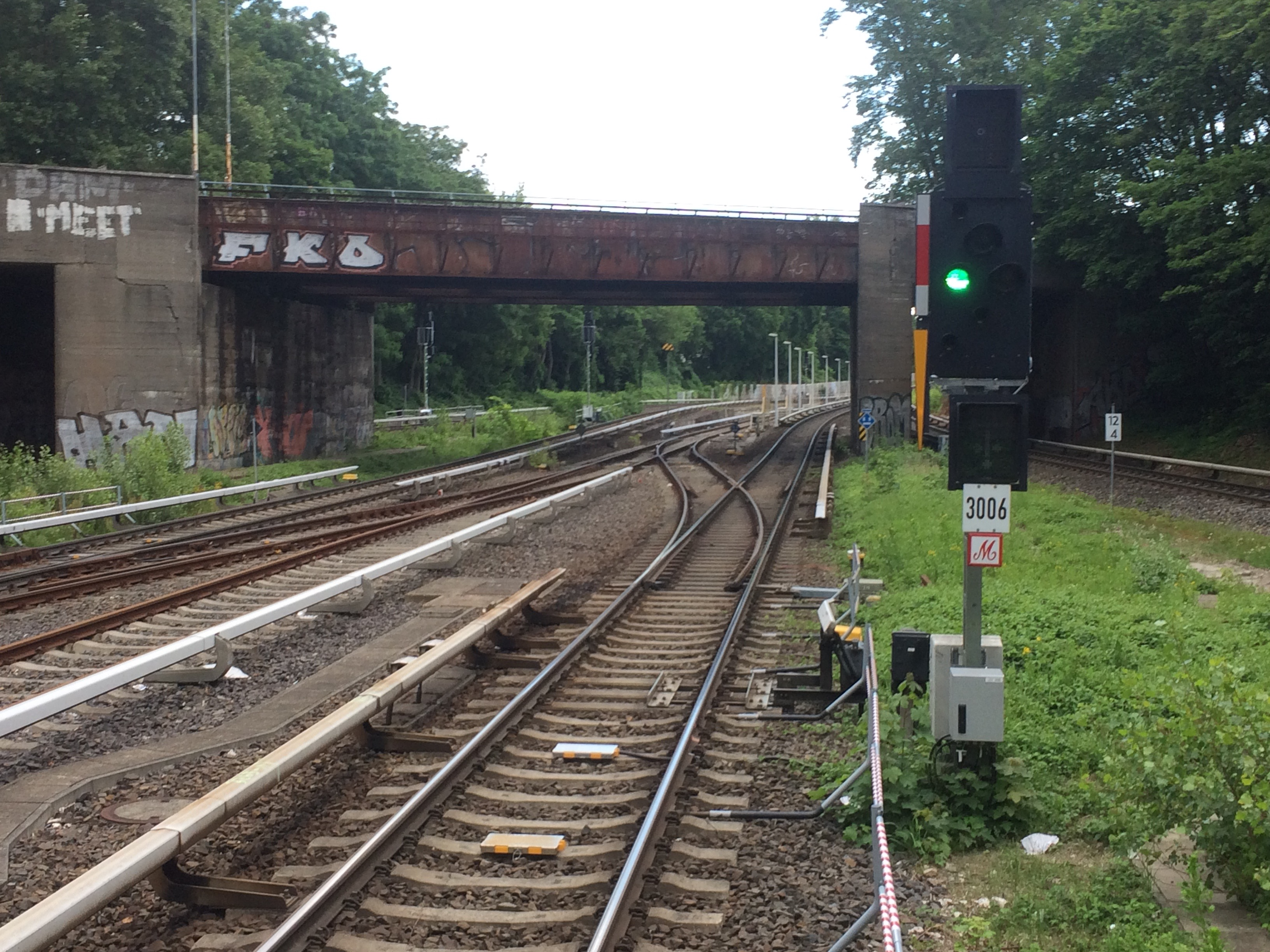
Umrüstungsarbeiten auf das ZBS. Die Balisen sind noch abgedeckt. Am Signal der sich noch im Betrieb befindliche Streckenanschlag der Fahrsperre

Die grundsätzliche Eignung des Verfahrens wurde zunächst auf dem S-Bahn-Südring zwischen den Bahnhöfen Hermannstraße und Sonnenallee erfolgreich nachgewiesen.
Die Inbetriebnahme des ersten Abschnitts war für den 24. Oktober 2011 auf der Berliner Nordbahn zwischen Hohen Neuendorf und Schönholz vorgesehen, konnte aufgrund von Problemen bei der Abnahme des ZBS jedoch zunächst nur mit Pendelbetrieb, halbiertem Fahrtenangebot sowie doppelt besetzten Führerständen erfolgen.  Mit Balisen ausgerüstet wurde tatsächlich nur der Bereich von Frohnau bis (ausschließlich) Schönholz, in Hohen Neuendorf verbleiben die Streckenanschläge bis zur Umrüstung der Strecke über den Berliner Außenring.
Im Februar 2014 ging das System im Streckenabschnitt zwischen Yorckstraße und Lichterfelde Süd (Anhalter Vorortbahn) sowie weiter nach Teltow Stadt in Betrieb.
Mit Sanierung des Nord-Süd-Tunnels wurde auch der Streckenabschnitt zwischen der nördlichen Ausfahrt des Tunnels und Yorckstraße mit dem System ausgerüstet, welches am 4. Mai 2015 in Betrieb gegangen ist.
Beim teilweise zweigleisigen Ausbau des Streckenabschnitts zwischen Strausberg und Strausberg Nord wurde die neu errichtete Überleitstelle Hegermühle im November 2015 mit ZBS-Balisen ausgerüstet und zusammen mit einem neuen Elektronischen Stellwerk in Betrieb genommen.
Am 13. Dezember 2015 ging auch auf der Frankfurter Bahn im Streckenabschnitt Wuhlheide – Erkner das neue ESTW inkl. ZBS in Betrieb; der davor liegende Abschnitt Rummelsburg – Karlshorst soll bis Ende 2016 folgen.
Im Abschnitt Wuhlheide bis Ostkreuz wurde das neue ESTW inkl. ZBS zwischen März und August 2016 geplant. Die Inbetriebnahme ist für den Dezember 2016 mit einer Sperrung von Köpenick bis Ostkreuz geplant.
2016 wurde der westliche Abschnitt der Berliner Stadtbahn umgerüstet. Zwischen Friedrichstraße und Westkreuz sollten 379 ZBS-Balisen 127 Fahrsperren ersetzen. Der Abschnitt wurde dazu zwischen 8. Mai und 30. September 2016 in 82 Nächten (Nächte zum Montag bis Nächte zum Freitag) ab 21 Uhr gesperrt. Für abschließende Tests wurde die Strecke von Friedrichstraße bis Grunewald und Olympiastadion vom 24. bis 30. Oktober gesperrt.
Der ZBS-Einbau sollte im Abschnitt Blankenburg bis Bernau bis zum 14. November 2016 erfolgen.
Im Frühjahr 2016 waren rund 15 Prozent des Netzes mit ZBS ausgerüstet. Die Ausrüstung der 500 Viertelzüge der Baureihe 481 verlief (Stand April 2016) planmäßig, die Abschluss des Einbaus der Fahrzeuggeräte war bis Jahresende 2016 vorgesehen. Seit Oktober 2016 konnten die Züge der BVG-Baureihe 480 bis zu deren Nachrüstung mit ZBS diese nicht mehr auf der Stadtbahn eingesetzt werden, da auf dieser seitdem nur noch Züge mit ZBS-Fahrzeuggeräten eingesetzt werden dürfen. Die Züge der Baureihe 480 waren nach einem Brandvorfall schon seit Ende 2004 nicht mehr auf den Linien, die den Nord-Süd-Tunnel berühren, unterwegs, und auch die der Baureihe 485 wurden noch vor Beginn der Umbauarbeiten nicht mehr dort eingesetzt.
Direkt im Anschluss an die Ausrüstung mit ZBS auf dem westlichen Teil der Stadtbahn, begann im November das Umrüsten auf der östlichen Stadtbahn zwischen Friedrichstraße und Ostbahnhof. Geplant wurden hier Sperrungen am Wochenende bis Mai 2017. Die ZBS-Umstellung auf dem verbleibenden Abschnitt bis Ostkreuz sollten dann bis zum 24. Juli 2017 erfolgen. Die Arbeiten bis Ostbahnhof zogen sich dabei bis in den Juli 2017 hin. Das neue ESTW inkl. ZBS von Ostbahnhof bis Lichtenberg wurde für Juli/August 2017 geplant. Die Arbeiten bis Lichtenberg liefen seit wenigstens März 2017. Die Fertigstellung bis Lichtenberg erfolgte bis 21. August, ebenfalls mit Arbeiten auf der Strecke bis Karlshorst (über Rummelsburg), wo zwei Termine im Herbst noch offen sind. Auch die Südringkurve an Ostkreuz ist seit ihrer Wiederinbetriebnahme Ende 2017 mit ZBS ausgestattet.
Im August 2017 begannen die Bauarbeiten auf der Strecke von Blankenfelde bis Priesterweg. Die Ausrüstung des Bauabschnittes Priesterweg bis Lichtenrade erfolgte im April 2018, der restliche Abschnitt soll bis Dezember 2018 erfolgen. Die Inbetriebnahme ist Anfang Dezember 2018 erfolgt.
Der ZBS-Einbau auf dem Abschnitt zwischen Westend (ausschließlich) und Gesundbrunnen (ausschließlich) erfolgte im Oktober 2017. Dieser Bereich ging am 30. Oktober 2017 in Betrieb und ist neben dem ZBS-System weiterhin mit mechanischen Fahrsperren ausgerüstet.
Bis Mai 2018 erfolgte der Einbau zwischen Anhalter Bahnhof und Wannsee sowie bis August zwischen Westkreuz und Spandau. Beeinträchtigungen des Bahnverkehrs beginnen zwischen Anhalter Bahnhof und Wannsee ab März 2018, und zwischen Westkreuz und Spandau ab Juni 2018. Die ZBS-Ausrüstung von Anhalter Bahnhof bis Wannsee sollte am 22. Mai 2018 in Betrieb gehen, die von Westkreuz bis Spandau am 17. August 2018. Die Inbetriebnahme bis Spandau erfolgte im Januar 2019.
Ab August 2018 begann der Einbau zwischen Westkreuz und Potsdam. Im Zuge des Begegnungsabschnittes Potsdam-Babelsberg erfolgt eine erste Inbetriebnahme bis Potsdam im März 2019. Weitere Sperrungen (zur Inbetriebnahme) sind im Abschnitt Westkreuz und Potsdam bis Anfang September 2019 vorgesehen.
Auf dem Abschnitt Wartenberg bis Springpfuhl erfolgte der Einbau von August bis Oktober 2019 mit Beeinträchtigungen des Betriebs im Bereich Lichtenberg (mit Sperrungen ab Nöldnerplatz) bis Wartenberg, Wuhletal und Ahrensfelde. Die umfangreichen Vollsperrungen über mehrere Wochen wurden politisch heftig kritisiert. Das elektronische Stellwerk Biesdorfer Kreuz ging im November 2019 in Betrieb, ebenso die ZBS-Streckenausrüstung zwischen Lichtenberg und Wartenberg bzw. Ahrensfelde.
Seit Inbetriebnahme mehrerer elektronischer Stellwerke zwischen Biesdorfer Kreuz und Strausberg ist auch dieser Streckenabschnitt seit Februar 2021 mit dem Zugbeeinflussungssystem ZBS ausgerüstet.
Die Ausrüstung der Kremmener Bahn begann Anfang 2020, und wurde wie geplant im Oktober 2021 in Betrieb genommen.
2021 begann die Ausrüstung von Westend bis Hohenzollerndamm. Zur Inbetriebnahme wurde der Ring von Bundesplatz bis Westend im Oktober 2022 gesperrt.

Die Bauvorhaben im Bereich des Nordkreuzes zwischen Schönholz, Pankow, Nordbahnhof, Wedding und Prenzlauer Allee begannen im August 2021 und sollten ursprünglich bis Dezember 2023 abgeschlossen werden. Dies verzögerte sich jedoch bis 2024, Baumaßnahmen zum Einbau von ZBS-Balisen im Bereich Nordkreuz begannen erst im Mai 2024. Die Inbetriebnahme des ESTW S4 Nord erfolgte im November 2024. Die Inbetriebnahme das anschließenden Abschnitts von Pankow bis Bergfelde wurde zugehörig zurückgestellt. Die Plangenehmigung für das Projekt S8 Nord erfolgte im Februar 2023. Das ESTW wird seit August 2024 aufgebaut. Die Inbetriebnahme des ESTW „S8 Nord“ erfolgt im September 2025.
Die Bauarbeiten ab Birkenwerder, mit Erneuerung der Stellwerkstechnik von Frohnau bis Oranienburg, begannen im Mai 2022. Im März 2024 ging das Gleisbildstellwerk Bi in Birkenwerder außer Betrieb und wurde dann vom ESTW Birkenwerder abgelöst. Das neue Stellwerk Oranienburg/Birkenwerder wurde im Mai 2024 in Betrieb genommen.
Die Inbetriebnahme des ESTW Schöneweide war ursprünglich für 2025 vorgesehen. 2023 wurden die Planungen jedoch überarbeitet. Auf dem Abschnitt Schöneweide bis Flughafen begannen die Bauarbeiten zur Vorbereitung von ZBS im September 2024. Von April bis November 2025 erfolgen Wochenendsperrpausen von Köllnische Heide / Treptower Park bis Altglienicke / Grünau zur Ertüchtigung der Strecken. Stand Juli 2025 dauern die Bauarbeiten bis 2027.
| Abschnitt                                   | Umrüstung      | Inbetriebnahme |
| ------------------------------------------- | -------------- | -------------- |
| Frohnau – Schönholz (a)                     | 2011           | Oktober 2011   |
| Yorckstraße (a) – Teltow-Stadt              | 2014           | Februar 2014   |
| Yorckstraße – Nordbahnhof                   | 2015           | Mai 2015       |
| Wuhlheide – Erkner                          | 2015           | Dezember 2015  |
| Strausberg (a) – Hegermühle                 | November 2015  | Dezember 2015  |
| Hauptbahnhof (a) – Westkreuz                | Mai 2016       | Oktober 2016   |
| Bernau – Blankenburg (a)                    | 2016           | November 2016  |
| Rummelsburg (a) – Wuhlheide (a)             | 2016           | Dezember 2016  |
| Hauptbahnhof – Ostbahnhof                   | November 2016  | Juli 2017      |
| Ostbahnhof (a) – Ostkreuz                   | März 2017      | August 2017    |
| Ostkreuz – Lichtenberg (a)                  | März 2017      | August 2017    |
| Ring: Westend (a) – Gesundbrunnen (a)       | September 2017 | Oktober 2017   |
| Warschauer Straße – Treptower Park (a)      |                | Dezember 2017  |
| Priesterweg (a) – Lichtenrade               | August 2017    | April 2018     |
| Anhalter Bahnhof (a) – Wannsee (a)          | März 2018      | Mai 2018       |
| Bf Strausberg                               |                | November 2018  |
| Ostkreuz (a) – Rummelsburg                  | Juli 2017      | Dezember 2018  |
| Lichtenrade (a) – Blankenfelde              | August 2017    | Dezember 2018  |
| Westkreuz (a) – Spandau                     | Juni 2018      | Januar 2019    |
| Wannsee (a) – Potsdam                       | August 2018    | März 2019      |
| Westkreuz (a) – Wannsee                     | August 2018    | September 2019 |
| Lichtenberg – Wartenberg/Ahrensfelde        | August 2019    | November 2019  |
| Schönefeld (a) – Berlin Flughafen BER       |                | Januar 2020    |
| Biesdorf – Strausberg                       |                | Februar 2021   |
| Schönholz (a) – Hennigsdorf                 | Februar 2020   | Oktober 2021   |
| Ring: Westend – Hohenzollerndamm            |                | Oktober 2022   |
| Hohen Neuendorf – Oranienburg               | Mai 2022       | Mai 2024       |
| Humboldthain – Schönholz/Pankow (Nordkreuz) | August 2021    | November 2024  |
| Pankow-Heinersdorf – Bergfelde              | 2023           | September 2025 |
| Altglienicke – Schönefeld                   | 2024           | vsl. 2025      |
| Ring Südost – Grünau/Altglienicke           | 2024           | bis 2027       |
| Ring Südost – Spindlersfeld                 | 2024           | bis 2027       |
| Grünau – Königs Wusterhausen                | bis 2027 ?     |                |

(a) – ausschließlich

##### Einsatz der historischen Fahrzeuge im neuen System
Als die Ausrüstung der Strecken mit ZBS begann, waren alle historische Fahrzeuge wegen Fristablaufs, technischer Problemen sowie länger andauernden Wirkungen der „S-Bahn-Krise“ außer Betrieb, und die Wiederinbetriebnahme schritt nur zögerlich voran. Ursprünglich genoss die Inbetriebnahme des Halbzuges der Baureihe ET 167 Priorität, später wurde aber einer der Viertelzüge zugunsten eines Viertelzuges der Baureihe ET 165 zurückgestellt, um die Umrüstungsmöglichkeit von ZBS an beiden Baureihen zu erproben. Dafür wurde der, im BVG-Letztzustand befindliche und somit mit 24 V-Kleinspannungsanlage ausgerüstete Viertelzug 475/875 605 ausgewählt. Die betriebsfähig hergerichtete, aber noch ohne ZBS ausgerüstete Garnitur absolvierte die ersten Weihnachtszugfahrten 2023 auf der Ringbahn beginnend und endend jeweils in Grünau. 
Bis zum August 2024 konnten beide Viertelzüge erfolgreich mit ZBS umgerüstet werden, und erstmals anlässlich der 100-Jahre-Jubiläumsfahrten auf der Wannseebahn und im Nord-Süd-Tunnel wieder verkehren, am 22. September auch auf der Stadtbahn.
Als nächster Viertelzug soll der zweite 167er bis 2025 betriebsfähig hergerichtet werden, vorerst aber aus Finanzgründen ohne ZBS, so nur als „Paßviertel“ einsetzbar.

## Funktion
Mit dem ZBS sollen die bisher eingesetzten mechanischen Fahrsperren der S-Bahn ersetzt werden, mit denen ein Fahrzeug erst nach erfolgter unzulässiger Vorbeifahrt am „Halt“ zeigenden Signal angehalten wird. Statt der bisherigen Fahrsperren wird ein System aufgebaut, das sich auf Balisen im Gleis abstützt, die von der ZBS-Einrichtung auf dem Fahrzeug gelesen und ausgewertet werden. Die im Augenblick erlaubte Geschwindigkeit wird dabei im Fahrzeug aus den Informationen der letzten Balisen und der seit dieser Balise zurückgelegten Wegstrecke errechnet.
Auf die Nutzung von unter ETCS Level 1 möglichen Euroloops wird verzichtet. Nach einem Haupt- oder Vorsignal in Stellung »Halt erwarten« wird mit verringerter Geschwindigkeit an das folgende Hauptsignal herangefahren, wobei für das Erreichen des Hauptsignal nicht eine Geschwindigkeit Null, sondern eine maximale Durchfahrgeschwindigkeit vorgegeben wird (Freigabegeschwindigkeit, siehe unten). Insbesondere auf den Stammstrecken mit ihrer Bündelung von Linien (in Berlin besonders die Stadtbahn-Strecke) tritt jedoch häufig der Fall auf, dass nach einem Signal in Stellung »Halt erwarten« das folgende Hauptsignal einen Fahrtbegriff zeigt. Anstatt der Euroloop-Infills wird stattdessen mit Aktualisierungsbalisen gearbeitet, um eine flüssige Fahrt zu ermöglichen.

### Aufgaben des ZBS-Systems
Das Zugbeeinflussungssystem ZBS überwacht den Triebfahrzeugführer bei der Einhaltung folgender Aufgaben:
- Beachtung haltzeigender Signale
- Einhaltung der zulässigen Fahrzeuggeschwindigkeit
- Einhaltung der zulässigen Streckengeschwindigkeit
- Einhaltung der ab Hauptsignal geltenden Geschwindigkeit
- Einhaltung von Geschwindigkeitsbeschränkungen
  - für ständige und vorübergehende Langsamfahrstellen und
  - bei gestörten Bahnübergangssicherungsanlagen
- Einhaltung der Rangiergeschwindigkeit
- Vermeiden von Rückrollen.

### ZBS-Balisen

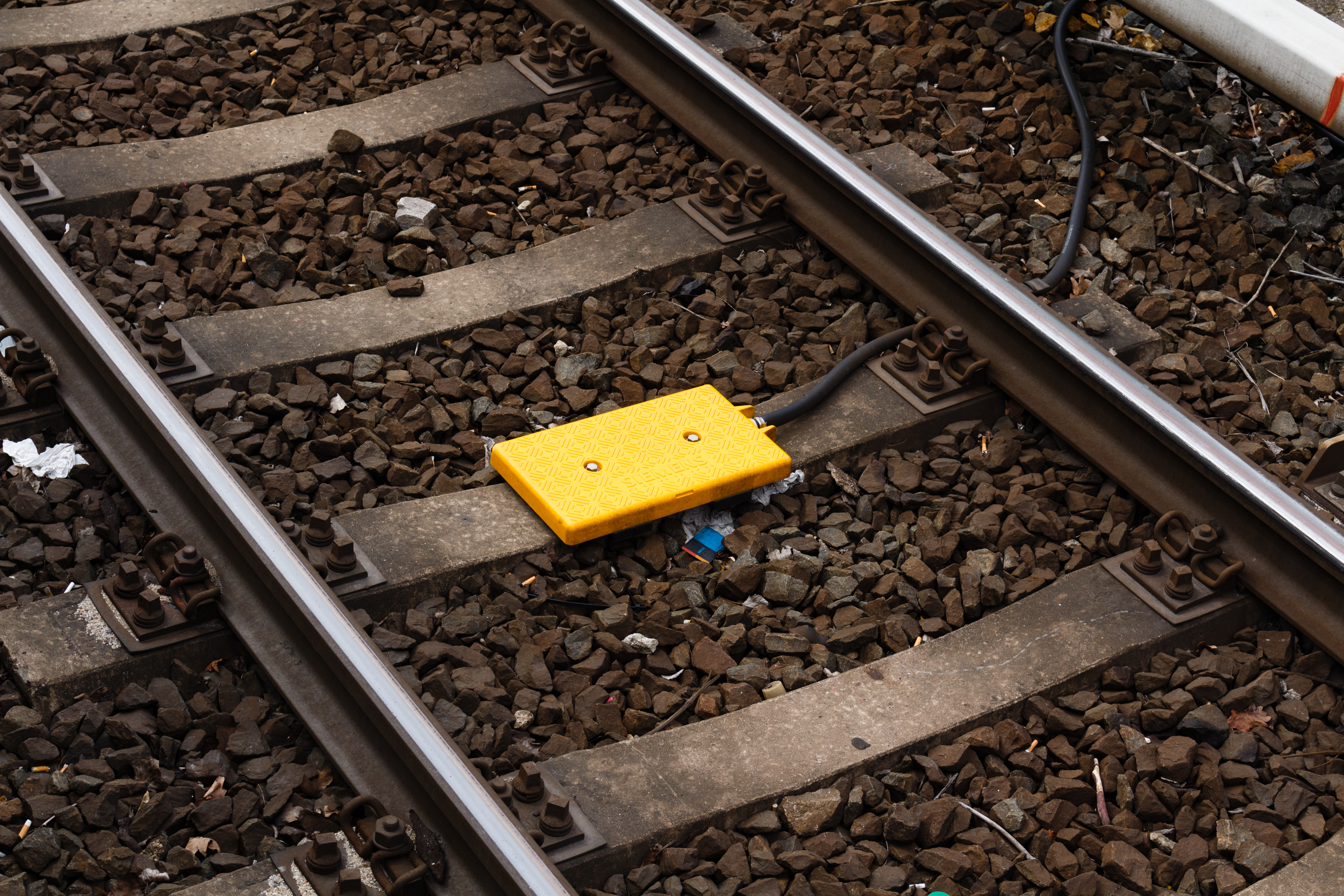
Aktuelle Balise

Balisen sind in Gleismitte auf den Schwellen in rechteckigen gelben Gehäusen befestigte Informationsträger. Die in der Balise enthaltenen Daten werden an den darüber fahrenden Zug übermittelt. Das ZBS nutzt sowohl Festdatenbalisen mit unveränderlichem als auch steuerbare Datenbalisen mit veränderlichem Dateninhalt.
Überwiegend werden Balisengruppen aus zwei Balisen, einer Festdatenbalise und einer Transparentdatenbalise, eingesetzt. Die Festdatenbalise überträgt dabei immer gleichbleibende Daten zur Positionsbestimmung, die Transparentdatenbalise z. B. den veränderlichen Signalbegriff und fahrwegbezogene Daten. Beim ZBS überträgt eine Balisengruppe immer nur Daten für eine Fahrtrichtung, beim Überfahren in entgegengesetzter Richtung werden die Daten nicht beachtet.
Die Transparentdatenbalisen werden wie beim ETCS über ein Datenkabel durch eine Lineside Electronic Unit (LEU) angesteuert. Diese bezieht den gerade angezeigten Begriff des zugehörigen Signals durch Messung des Stromes der jeweiligen Signallampe (Halt- oder Fahrtbegriff) und bestimmt auf Basis dieser Informationen die entsprechenden Datentelegramme der Balise. Bei der Entwicklung war geplant, dass der Fahrtbegriff von Hl- oder Ks-Signalen abgegriffen werden kann, praktisch wurden bei der Realisierung alle alten Lichtsignale auf das Ks-Signalsystem umgerüstet.
Um die zulässige Geschwindigkeit auch an vorübergehenden Langsamfahrstellen überwachen zu können, begann im März 2020 eine Erprobungsphase der hierfür nötigen Komponenten und Prozessabläufe. Zum Einsatz kommen temporär einzubauende Balisen, die vor dem Einbau individuell programmiert werden. An kurzfristig einzurichtenden Langsamfahrstellen werden übergangsweise für höchstens fünf Tage sogenannte Sofortbalisen montiert, die die Einhaltung der Geschwindigkeit zumindest am Beginn der Langsamfahrstelle überwachen.

### Fahrzeugausrüstung

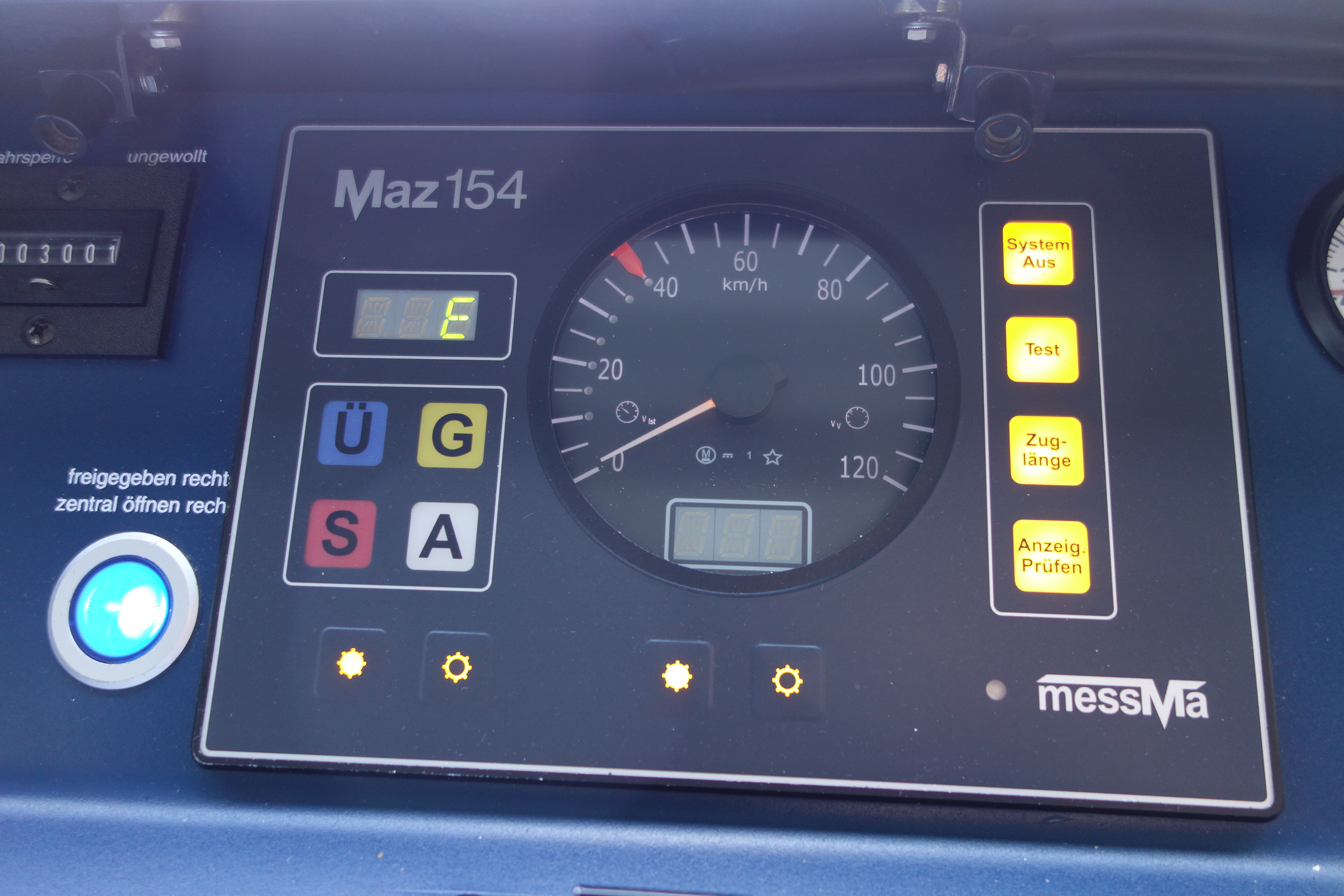
ZBS-Führerraumanzeige

Die Fahrzeugausrüstung basiert auf dem Siemens ZUB 242. Sie beinhaltet neben dem Balise Transmission Module (Balisenempfänger) auch eine Odometrie, die modulare Führerraumanzeige (MFA) und einen Bordrechner.
Die Führerraumanzeige stellt – anders als beispielsweise bei der Linienförmigen Zugbeeinflussung (LZB) – keine vollständige Führerstandssignalisierung dar, sondern zeigt lediglich die am nächsten Signal erlaubte Geschwindigkeit (Zielgeschwindigkeit) und die aktuelle Freigabegeschwindigkeit an.
Im August 2018 wurde bekannt, dass seit längerem eine hohe Anzahl an fahrzeugseitigen Störungen am ZBS auftrat, die den Fahrbetrieb negativ beeinflusste. Dies lag häufig an falsch-negativen Ergebnissen des ZBS-Selftest, der fahrzeugseitig immer beim Einstecken des Schlüssels ausgelöst wird. Insbesondere das Abziehen des Schlüssels beim Tf-Personalwechsel während eines Unterweghalts konnten den Fahrbetrieb länger unterbrechen und wurde ab August 2018 provisorisch unterbunden. Um die fahrzeugseitigen ZBS-Störungen zu reduzieren, wurden ab Oktober 2019 Ringkernspulen als Filter für Störspannungen serienmäßig in alle Fahrzeuge der Baureihe 481 eingebaut, und die bereits im Betrieb befindlichen Fahrzeuge bis Juli 2020 nachgerüstet.

### Freigabegeschwindigkeit und Aufwertebalise
Beim ZBS werden die Informationen punktförmig über die Balisen übertragen. Das bedeutet, dass ein Zug nicht kontinuierlich, sondern immer nur an bestimmten Punkten Informationen erhält. Daher bekommt ein Zug, nachdem er an einem „Halt erwarten“ zeigenden Signal vorbeigefahren ist, keine Information, wenn das folgende Hauptsignal in der Zwischenzeit auf einen Fahrtbegriff gewechselt ist. Zur Wiederholung der Vorsignalisierung steht lediglich eine Aufwertebalise zur Verfügung, die zwischen zwei Signalen bzw. zwischen Vor- und Hauptsignal installiert werden kann.
Damit der Zug trotzdem weiterfahren kann, wird eine Freigabegeschwindigkeit (= maximal zulässige Weiterfahrgeschwindigkeit) übertragen, mit der der Lokführer am Hauptsignal vorbeifahren darf (natürlich nur, wenn dieses Signal einen Fahrtbegriff zeigt). Die Freigabegeschwindigkeit wird so bemessen, dass der Zug bei irrtümlicher Vorbeifahrt an einem haltzeigenden Haltesignal sicher innerhalb der Schutzstrecke bzw. des Durchrutschweges (Weg zwischen Hauptsignal und Gefahrpunkt) zum Stehen kommt. Je kürzer diese Wegstrecke hinter einem Hauptsignal, desto geringer muss jedoch auch die Freigabegeschwindigkeit gewählt werden. Dies ist insbesondere auf Strecken mit dichter Zugfolge problematisch, da hier beispielsweise hinter Bahnsteigsignalen nur sehr kurze Durchrutschwege (wenige Meter) freigehalten werden. Auch hinter Signalen der freien Strecke werden nur kurze Schutzstrecken vorgesehen, was zu einer geringen Freigabegeschwindigkeit führt. Züge, die sich diesen Signalen in Haltstellung nähern, müssen, wenn das Signal inzwischen auf „Fahrt“ gewechselt ist (Signalaufwertung), noch bis zum Signal mit der geringen Freigabegeschwindigkeit fahren, was den Betriebsfluss stört. Die Freigabegeschwindigkeit beträgt maximal 40 km/h, in den oben beschriebenen Fällen mit kurzem Durchrutschweg sind jedoch auch Werte von nur 10 km/h möglich.
Durch die Installation einer Aufwertebalise wird der Betriebsfluss verbessert, wenn das Signal auf einen Fahrtbegriff wechselt, während sich der Zug noch zwischen ihm und dem rückgelegenen Signal befindet. Die Aufwertebalise sorgt dann durch einen zusätzlichen Datenpunkt dafür, dass die Überwachung beendet und die Geschwindigkeit erhöht werden darf, noch bevor der Zug das Hauptsignal erreicht hat. Das beschriebene lange langsame Zufahren auf ein inzwischen fahrtzeigendes Signal entfällt damit. Eine Aufwertebalise stellt eine Infill-Lösung mit punktförmiger Übertragung dar. Eine Infill-Lösung mit kontinuierlicher Übertragung wie der Euroloop bei ETCS Level 1 ist beim ZBS nicht vorgesehen. Nach geltendem Regelwerk sollen Aufwertebalisen daher insbesondere an Bahnsteigen mit weit vom Bahnsteigsignal entfernten Halteplätzen, Strecken mit dichter Zugfolge sowie vor Signalen, die regelmäßig erst spät in Fahrtstellung gelangen (aufgewertet werden, z. B. Nachrücksignale) vorgesehen werden.

### Zugfolgezeit
Wegen der Möglichkeit einer Vorsignalbeeinflussung und aufgrund der damit erforderlichen Aufwertebalisen sind deutlich mehr Balisen als Streckenanschläge erforderlich. Letztere gibt es nur an Hauptsignalstandorten. Teilweise werden dreimal mehr Balisen als Streckenanschläge eingebaut. Dies sind in der Umbauphase vorwiegend Aufwertebalisen, die Schutzabschnitte werden dabei meist nicht gekürzt. Gemeldet wurde, dass man bei Umbauten auf der Stadtbahn die herkömmliche Zugfolgezeit durchaus von 2½ auf 1½ Minuten verringern konnte, dieses jedoch noch vor der Realisierung von ZBS. Soweit keine Verkürzung der Abschnitte stattfindet, bewirkt ZBS keine wesentliche Veränderung der Zugfolgezeiten.
Im Vergleich der Realisierung der Zugfolge mit LZB bei der S-Bahn München kann man deren Werte nicht erreichen. Dort erreicht man auf der Stammstrecke eine theoretische Zugfolgzeit von 96 Sekunden, mithin maximal 37 Zugpaare, und im Fahrplan realisiert werden davon maximal 30 Zugpaare je Stunde. Bei der S-Bahn Berlin wurden vor der Inbetriebnahme von ZBS zeitweise 7 Zugpaare je 20 Minuten angeboten, rechnerisch also 21 Zugpaare je Stunde. Mit der Inbetriebnahme von ZBS auf der Stadtbahn 2018 war keine Erhöhung der Zugfolge angekündigt, Politiker forderten eine leichte Erhöhung auf 8 Zugpaare je 20 Minuten. Damit erreichte man 80 % der Kapazität von 10 Zugpaaren je 20 Minuten in München.

### Vorteile, Nachteile und Vergleich mit ETCS
Der Verzicht auf eine kontinuierliche Datenübertragung, wie z. B. dem abschnittsweise verlegten Euroloop des ETCS Level 1 oder der Funk-Übertragung über GSM-R wie etwa beim Level 2, verringert zwar die Kosten, führt aber zu einer geringeren Streckenkapazität. Mit der Übernahme der bisherigen Durchrutschwege in die Gestaltung der Fahrtüberwachung ist ein schrittweiser Umbau der Strecken möglich, bei der die LEUs wahlweise mit dem ehemaligen Fahrtsignal verbunden werden können (Prüfen der Signallampenströme) oder mit den Ausgabesignalen des elektronischen Stellwerks verknüpft werden. Die Einführung kann daher in den Rahmen anderer Wartungs- und Modernisierungsaufgaben eingebunden werden.
Erweiterungen und Anpassungen der Betriebsverfahren sind im ZBS zukünftig leichter umsetzbar als der Umbau der bisherigen elektromechanischen Systeme. Das ZBS basiert bis auf die obersten Schichten der Software durchgängig auf ETCS-Komponenten. Fahrtrechner, die für ETCS entwickelt worden sind, können durch Softwareanpassung für den Betrieb im ZBS erweitert werden.
Da die DB Netz AG die Strecken der S-Bahn Berlin als eigenständiges Bahnnetz betreibt, auf dem bislang ausschließlich Züge der S-Bahn Berlin GmbH verkehren, konnte eine zum allgemeinen Bahnnetz inkompatible Lösung gewählt werden. Dieses stellt jedoch eine Zugangshürde dar, die durch die Harmonisierung der europäischen Bahnen auf ETCS eigentlich abgeschafft werden sollten. Tatsächlich hat die Stadt Berlin sich nach dem Beschluss zum neuen Zugbeeinflussungssystem entschieden, dass der Betrieb eines Großteils des S-Bahn-Netzes ausgeschrieben werden soll.
Ein automatisierter Fahrbetrieb ist für ZBS nicht vorgesehen. Für die Neubaustrecke der S25 nach Stahnsdorf wird die Doppelausrüstung mit „ATO over ETCS“ entsprechend der Ergebnisse des Testbetriebs der S-Bahn Hamburg geplant.  Die Inbetriebnahme ist für frühestens 2032 vorgesehen.